# Morgan's Raiders
Morgan's Raiders è un film muto del 1918 sceneggiato e diretto da Wilfred Lucas e Bess Meredyth.

## Trama
Soprannominata Wild Cat (gatto selvatico), Betsey Dawley è figlia di suo padre, Handsome Harry, uno che è stato diseredato dalla sua orgogliosa famiglia del Kentucky. Quando scoppia la guerra di secessione, Harry e Betsey appoggiano strenuamente il Sud, mentre John Davidson, cugino della ragazza e suo fidanzato, diventa invece un ufficiale dell'Unione.
Avendo bisogno di un cavaliere che porti un messaggio dopo che il suo uomo è stato ucciso, il colonnello confederato Morgan affida l'importante compito a Betsey che riesce ad attraversare le linee nemiche e a portare a compimento la missione. Più tardi, la ragazza dimostra nuovamente il suo coraggio andando a salvare il padre, ferito dagli uomini di John, ma viene catturata da una spia nordista. John la salva e, dopo la guerra, i due si ritrovano riuniti insieme.

## Produzione
Il film fu prodotto dall'Universal Film Manufacturing Company.

## Distribuzione
Distribuito dall'Universal Film Manufacturing Company, il film uscì nelle sale cinematografiche USA il 18 febbraio 1918.